# Pałac „Pod Baranami” w Krakowie
Pałac „Pod Baranami”, właściwie pałac Potockich – zabytkowy pałac znajdujący się w Krakowie, w dzielnicy I przy Rynku Głównym 27, na rogu z ulicą św. Anny 1, Starym Mieście. 

## Historia
Według tradycji niegdyś w tym miejscu znajdowała się gospoda, przy której trzymano barany przeznaczone do sprzedaży dla mieszkańców Krakowa. I właśnie od nich wywodzi się godło i nazwa kamienicy. Pierwotna nazwa brzmiała: „Gdzie Barany”, a jej godłem były dwa barany złączone wspólną głową. Godło to znajdowało się na narożnej, gotyckiej kamienicy. Po roku 1346 pałac stanowił część majątku Włocha Paulina Cavallo, żupnika bocheńskiego, w latach 1464–1486 był własnością Jana Langa z Karniowa (Karniowskiego), od roku 1486 należał w 3/4 do Jana Gawrona i zapewne do Jana Kislinga, sołtysa bronowickiego. Pozostałością pałacu późnośredniowiecznego jest dziewięciopolowe sklepienie żebrowe w pomieszczeniu parterowym na prawo od sieni. W XV i XVI wieku w kamienicy, która później stała się częścią pałacu, mieściła się najbardziej znana w Krakowie gospoda, odwiedzana często przez poetów i pisarzy. Bywali tu m.in. Jan Kochanowski, Mikołaj Rej i Łukasz Górnicki.
Renesansowy pałac powstał w XVI wieku poprzez połączenie dwóch istniejących na jego miejscu gotyckich kamienic, przez ich ówczesnego właściciela Justusa Ludwiga Decjusza, sekretarza króla Zygmunta I Starego.

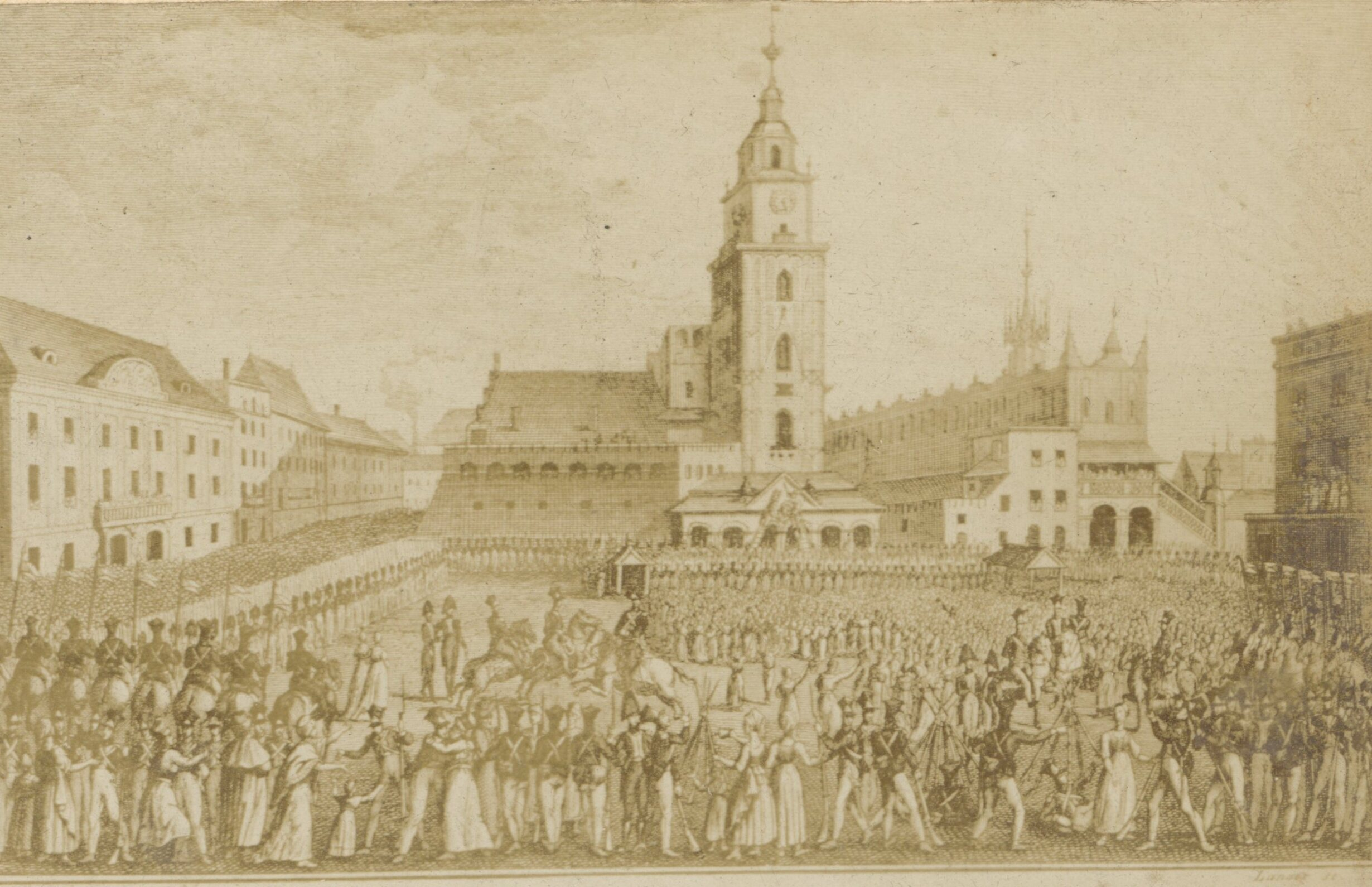
Pałac pod Baranami w 1809 r. – pierwszy z lewej

W roku 1577 pałac został zakupiony przez króla Stefana Batorego i w 1579 ofiarowany staroście lanckorońskiemu Kasprowi Bekieszowi. W tym czasie miał tam mieszkać wielki poeta węgierski Bálint Balassi. Następnie kamienica przeszła w ręce Katarzyny z Lubomirskich Ostrogskiej, a następnie w XVII wieku pałac przeszedł na własność książąt Radziwiłłów, którzy dołączyli do niego jeszcze jedną kamienicę. 
Do rąk Pawła Karola Sanguszki pałac trafił w 1709 roku poprzez drugą żonę, Mariannę z Lubomirskich. Janusz Aleksander Sanguszko otrzymał pałac krakowski wraz z ordynacją, przekazaną przez ojca w 1738 r. Niegospodarność syna doprowadziła do rozpadu ordynacji, przypieczętowanego tzw. transakcją kolbuszowską z 1753 r. W związku z transakcją pozostaje zakup pałacu krakowskiego przez Hieronima Wielopolskiego. On to przebudował pałac w formie barokowej, którą znamy z widoku Franciszka Placidiego. Hieronim Wielopolski był właścicielem pałacu do 1772 roku. W 1822 pałac kupił Artur Potocki i do rodziny Potockich należała do wybuchu II wojny światowej. Przeprowadzili oni w 1860 generalny remont pałacu, przy okazji podwyższając budynek o jedno piętro. W latach 1853–1854 nad bramą od strony Rynku Głównego pojawiły się charakterystyczne trzy baranie głowy autorstwa Franciszka Marii Lanciego.
Pomimo tej przebudowy zachowały się relikty dawnej architektury. Elementy gotyckie widoczne są w podziemiach, na parterze (izba gotycka) i w elewacjach niższych kondygnacji dziedzińca wewnętrznego. Natomiast w elewacjach zewnętrznych można dostrzec ślady dekoracji barokowych z XVIII wieku. Wnętrza pałacu kryją w sobie wystrój dekoracyjny z XVII, XVIII i XIX wieku.
W kwietniu 1846 roku podczas rewolucji krakowskiej w rezydencji mieściło się dowództwo powstańczej Gwardii Narodowej.
Na przełomie XIX i XX wieku „Barany” stanowiły miejsce spotkań i ośrodek życia politycznego krakowskich kół konserwatywnych. Jednocześnie pałac był centrum życia towarzyskiego i kulturalnego Krakowa. Potoccy zgromadzili w swojej miejskiej rezydencji cenną galerię obrazów szkoły weneckiej, holenderskiej i niemieckiej. Ponadto znajdowały się tam wartościowe antyczne meble, porcelana oraz duży zbiór polskich pasów kontuszowych. Wnętrza pałacu można było zwiedzać za zgodą właścicieli. Podczas I wojny światowej w budynku umieszczono szpital wojskowy. Podczas wojny polsko-bolszewickiej latem 1920 Krystyna Potocka mimo zwolnienia pałacu „Pod Baranami” z obowiązku pomieszczenia w nim szpitala wojskowego przekazała ten obiekt nieodpłatnie na ten cel.
W czasie okupacji niemieckiej budynek był siedzibą gubernatora dystryktu krakowskiego, a po wkroczeniu Armii Czerwonej w styczniu 1945 roku – sowieckiej komendantury wojennej miasta. Znajdowała się tu także siedziba Smiersza i komendanta NKWD. Po wojnie, w 1947 budynek przekazano Krakowskiemu Domowi Kultury, który użytkował go do 1990. W sierpniu tego roku odzyskali go przedwojenni właściciele, a następnego dnia część Pałacu strawił wielki pożar. Remont pałacu trwał przez kilka następnych lat.
W 1956 w piwnicach pałacu „Pod Baranami” założono kabaret „Piwnica pod Baranami”.
Pałac Pod Baranami gościł wiele znakomitości. W 1709 przebywał tu carewicz rosyjski Aleksy, w 1809 książę Józef Poniatowski, w 1810 król saski i książę warszawski Fryderyk August, w 1880 gościł w pałacu cesarz Franciszek Józef I.
W 1969 Krakowski Dom Kultury Pałac „Pod Baranami” otrzymał Złotą Odznakę „Za Pracę Społeczną dla miasta Krakowa”.
Od 1969 działa w pałacu kino „Pod Baranami”, kameralne, studyjne kino nagrodzone w 2009 wyróżnieniem za najlepszy program spośród wszystkich kin zrzeszonych w sieci Europa Cinemas.
19 maja 1947 kamienica została wpisana do rejestru zabytków. Znajduje się także w gminnej ewidencji zabytków.

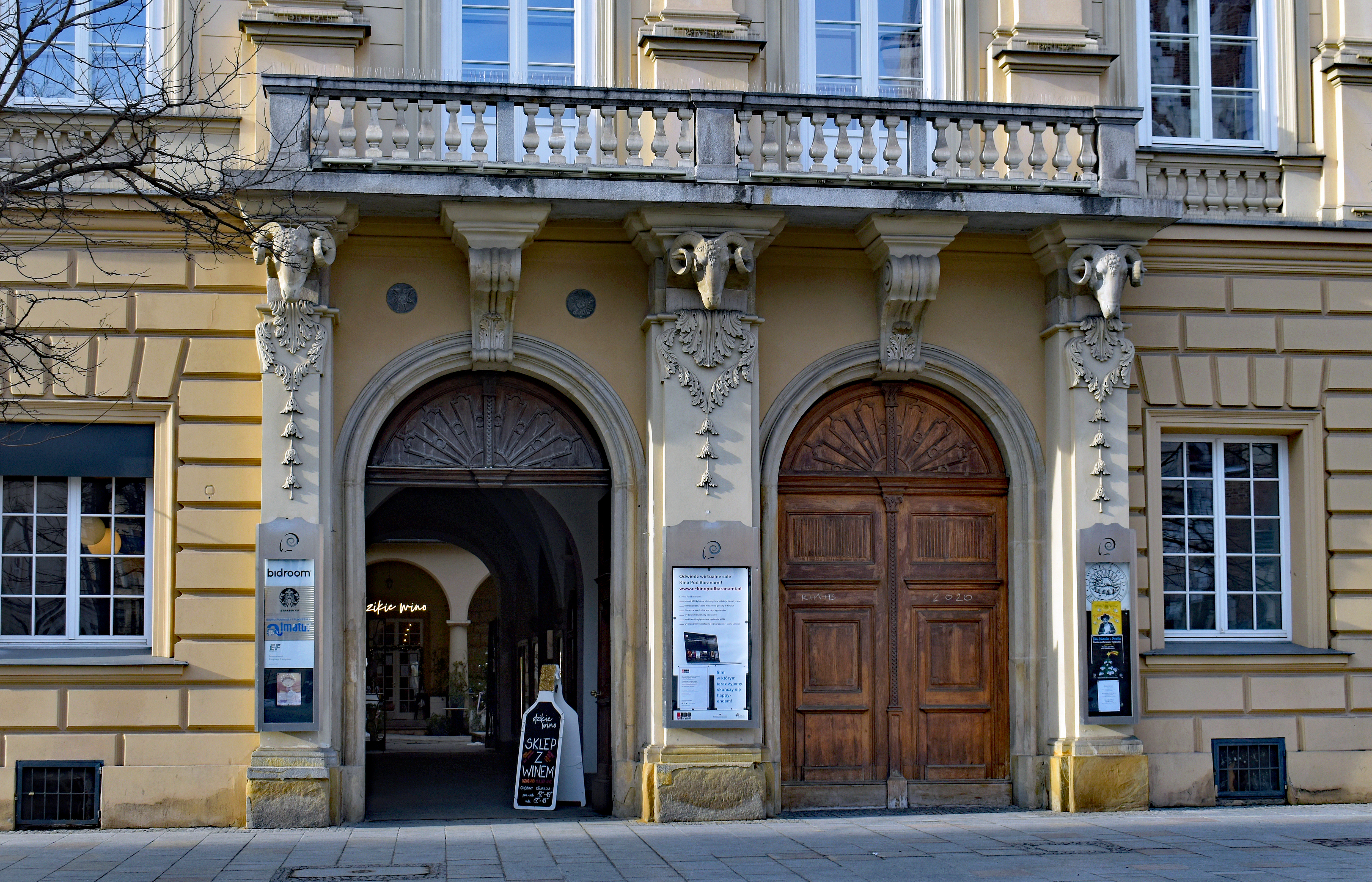
Brama pałacu.
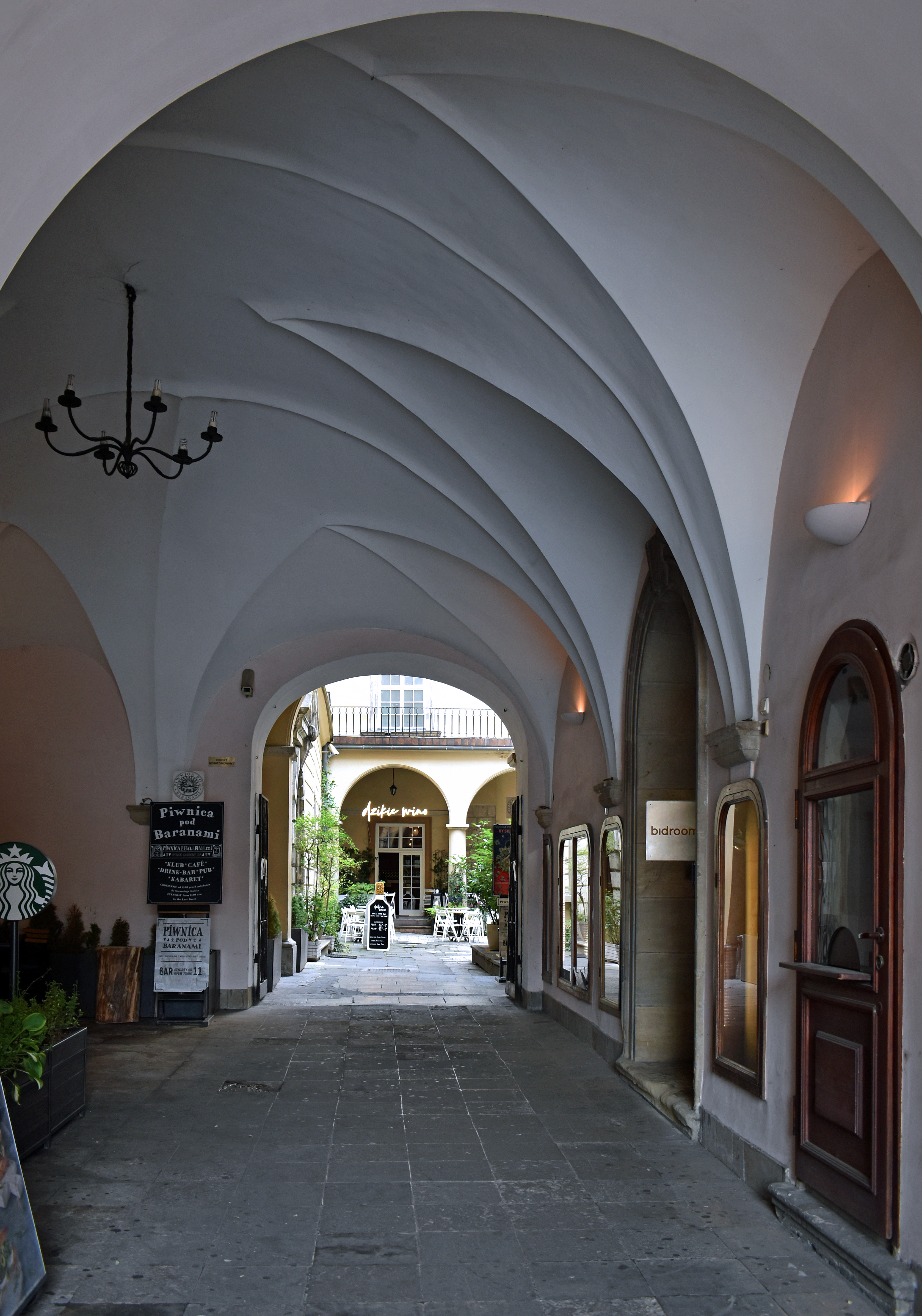
Sień i sklepienie pochodzące z pierwszej połowy XVI w.
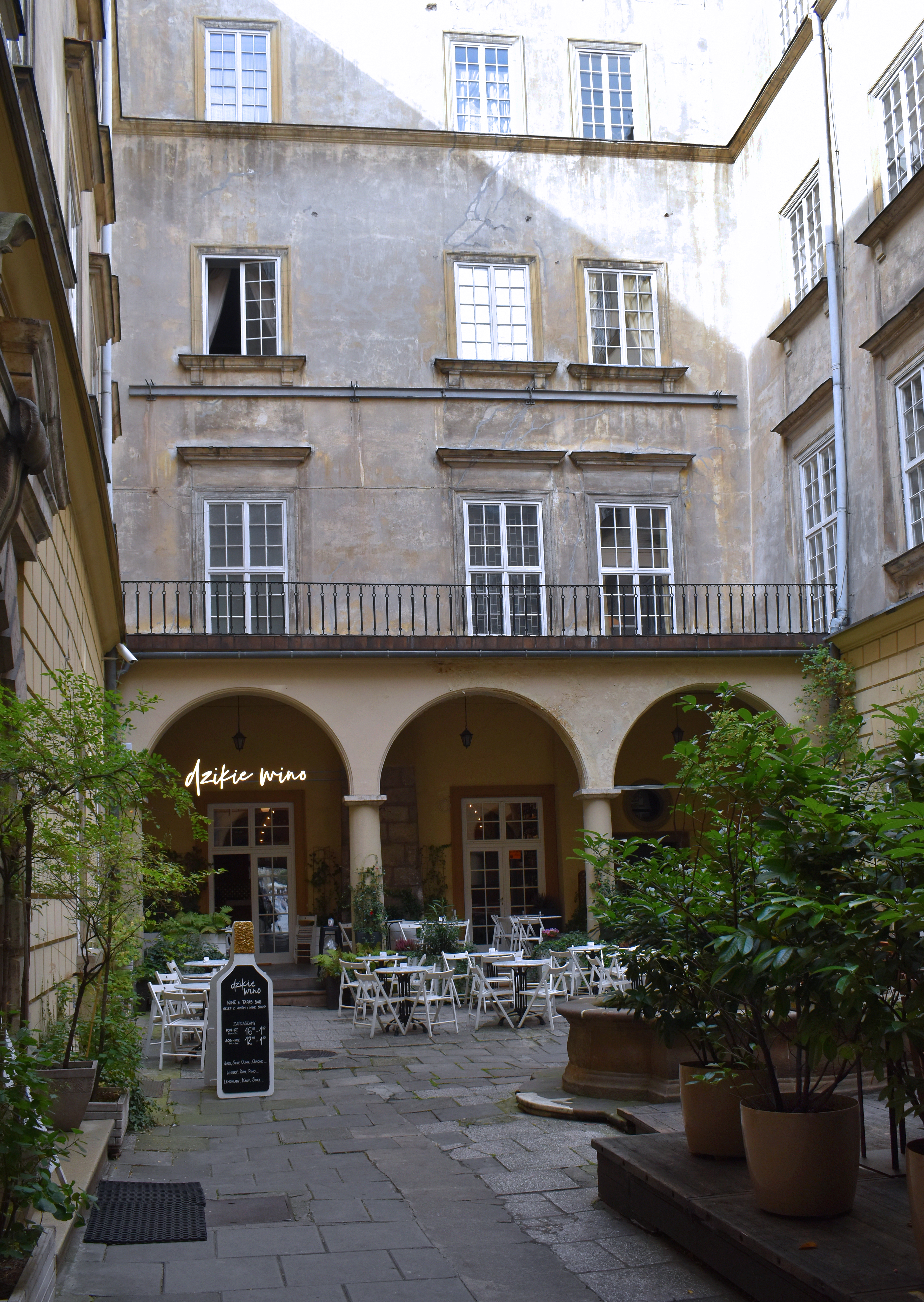
Dziedziniec.
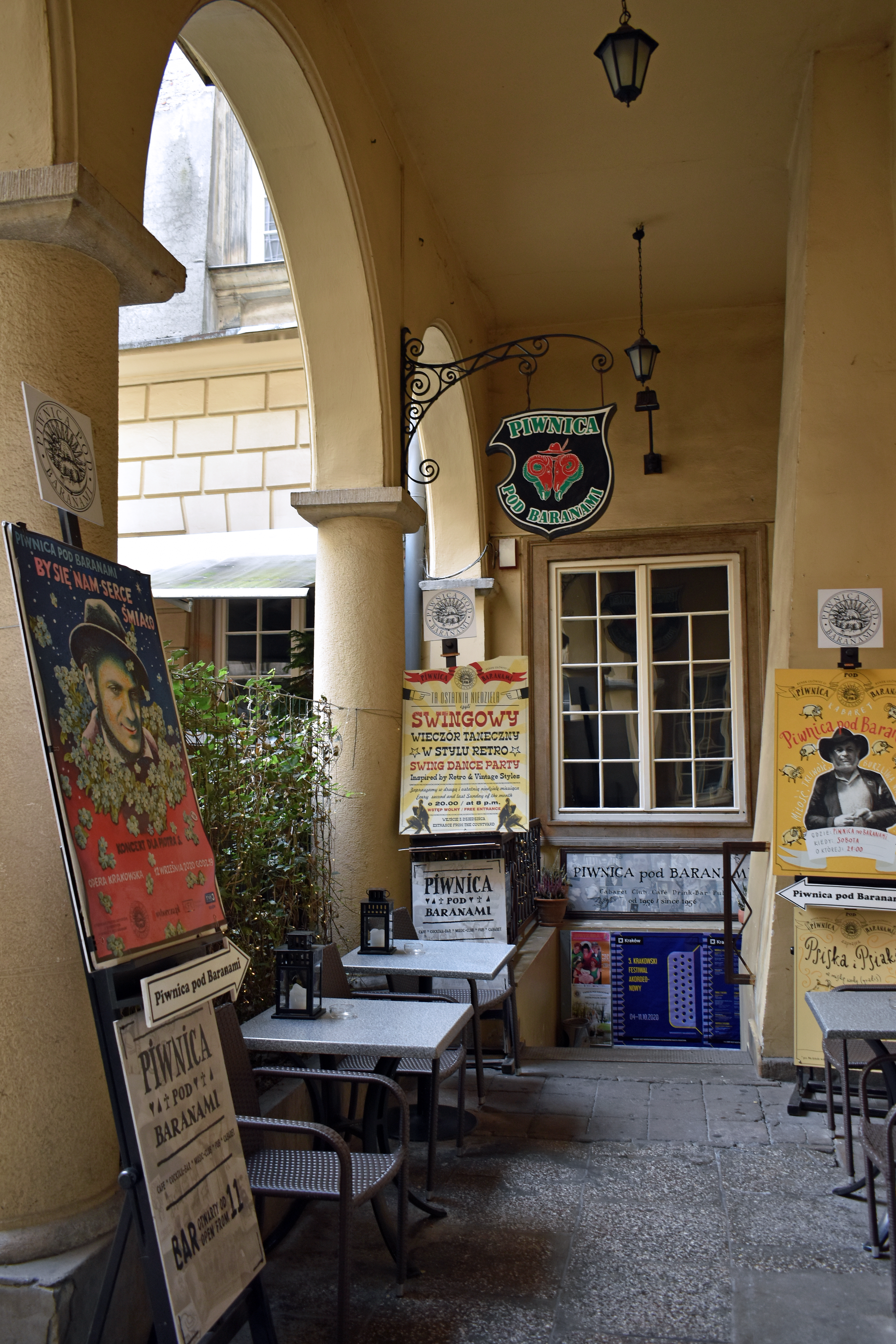
Wejście do Piwnicy Pod Baranami.
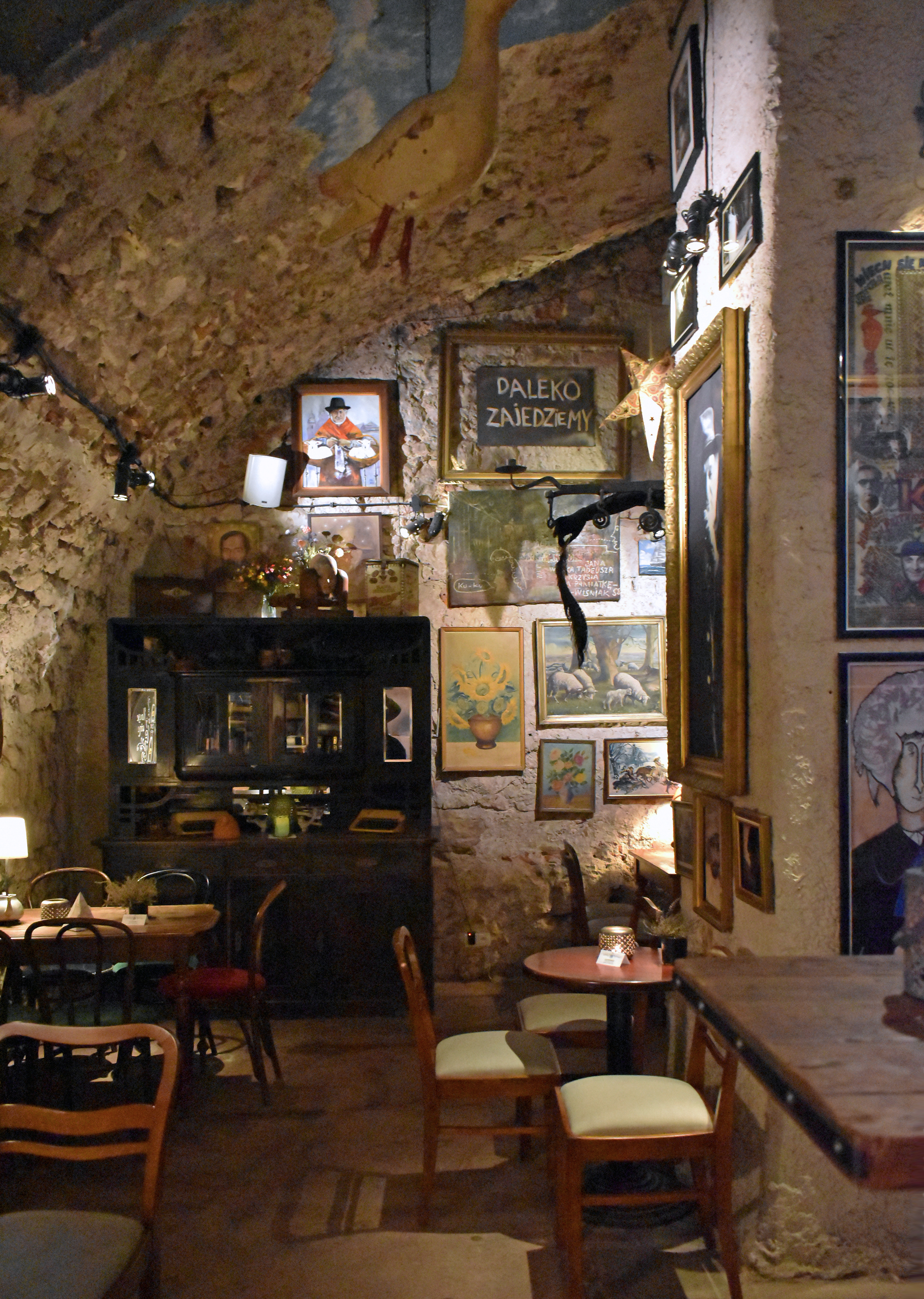
Średniowieczne piwnice Pałacu. Piwnica pod Baranami.